# Kenyu Sugimoto
Kenyu Sugimoto (杉本 健勇 Sugimoto Ken'yū?), född 18 november 1992, är en japansk fotbollsspelare som spelar för Cerezo Osaka.
I juli 2012 blev han uttagen i Japans trupp till fotbolls-OS 2012.